# Mistrzostwa Europy w Lekkoatletyce 2024 – sztafeta mieszana 4 × 400 m
Sztafeta mieszana 4 × 400 m – jedna z konkurencji biegowych rozgrywanych podczas lekkoatletycznych mistrzostw Europy na Stadio Olimpico w Rzymie.
Zawody w tej konkurencji rozegrano na europejskim czempionacie po raz pierwszy w historii.

## Terminarz
Źródło: european-athletics.com.
| Data      | Godzina |       |
| --------- | ------- | ----- |
| 7 czerwca | 22:20   | Finał |

## Rekordy
Tabela prezentuje rekord świata, rekord Europy oraz najlepsze wyniki na listach światowych i europejskich w sezonie 2024 przed rozpoczęciem mistrzostw.
Źródło: worldathletics.org.
|                   | Zawodnik                                                                                   | Wynik   | Miejsce   | Data                  |
| ----------------- | ------------------------------------------------------------------------------------------ | ------- | --------- | --------------------- |
| Rekord świata     | Stany Zjednoczone · (Justin Robinson, Rossey Effiong, Matthew Boling, Alexis Holmes)       | 3:08,80 | Budapeszt | 19 sierpnia 2023(dts) |
| Rekord Europy     | Polska · (Karol Zalewski, Natalia Kaczmarek, Justyna Święty-Ersetic, Kajetan Duszyński)    | 3:09,87 | Tokio     | 31 lipca 2021(dts)    |
| Listy światowe    | Stany Zjednoczone · (Matthew Boling, Lynna Irby-Jackson, Willington Wright, Kendall Ellis) | 3:10,73 | Nassau    | 5 maja 2024(dts)      |
| Listy europejskie | Holandia · (Isayah Boers, Lieke Klaver, Isaya Klein Ikkink, Femke Bol)                     | 3:11,45 | Nassau    | 5 maja 2024(dts)      |

## Rezultaty

### Finał
Źródło: watchathletics.com.
| Pozycja | Tor | Państwo         | Zawodnicy                                                                       | Czas    | Uwagi        |
| ------- | --- | --------------- | ------------------------------------------------------------------------------- | ------- | ------------ |
| 01 !    | 7   | Irlandia        | Christopher O’Donnell, Rhasidat Adeleke, Thomas Barr, Sharlene Mawdsley         | 3:09,92 | CR · WL · NR |
| 02 !    | 3   | Włochy          | Luca Sito, Anna Polinari, Edoardo Scotti, Alice Mangione                        | 3:10,69 | NR           |
| 03 !    | 5   | Holandia        | Liemarvin Bonevacia, Lieke Klaver, Isaya Klein Ikkink, Femke Bol                | 3:10,73 | SB           |
| 4.      | 8   | Belgia          | Jonathan Sacoor, Naomi Van Den Broeck, Alexander Doom, Helena Ponette           | 3:11,03 | NR           |
| 5.      | 6   | Wielka Brytania | Charlie Carvell, Hannah Kelly, Lewis Davey, Emily Newnham                       | 3:13,97 |              |
| 6.      | 9   | Czechy          | Matěj Krsek, Lada Vondrová, Vit Müller, Barbora Malíková                        | 3:14,24 | SB           |
| 7.      | 2   | Polska          | Karol Zalewski, Marika Popowicz-Drapała, Maksymilian Szwed, Aleksandra Formella | 3:15,32 |              |
| 08 !    | 4   | Francja         | Wilfried Happio, Sounkamba Sylla, Muhammad Abdallah Kounta, Louise Maraval      | DQ      | TR 24.7      |